# Ángel Pedrero García
Ángel Pedrero García (Zamora, 15 de diciembre de 1902-Madrid, 4 de marzo de 1940) fue un político socialista español que tuvo un papel notorio durante la Guerra Civil, al desempeñar funciones de policía y espionaje. Llegó a ser jefe del republicano Servicio de Investigación Militar (SIM) en Madrid. Al término de la guerra, fue capturado y ejecutado por los franquistas tras someterlo a un consejo de guerra sumarísimo.

## Biografía
Nacido en Zamora, fue maestro de educación primaria y se unió al Partido Socialista Obrero Español (PSOE). En las elecciones generales de 1933 llegó a ser candidato del PSOE por la circunscripción de Zamora. Durante los años de la Segunda República llegó a trabajar en la sede del PSOE, sita en la madrileña calle de Carranza.
Tras el estallido de la Guerra Civil, en julio de 1936, pasó a ser agente de la Dirección General de Seguridad y posteriormente se integraría en la Brigada de servicios especiales de la policía. Desde muy pronto formó parte de las Milicias Populares de Investigación, de las que llegó a ser segundo jefe —tras Agapito García Atadell—. Posteriormente, tras la marcha de García de Atadell, el propio Pedrero asumiría el mando de este grupo. La «Brigada del Amanecer» fue disuelta por las autoridades republicanas en noviembre de 1936, tras lo cual Pedrero pasó a integrarse en una unidad de servicios especiales y espionaje del Ministerio de la guerra. Amigo de Indalecio Prieto, ministro de defensa republicano, éste le nombró adjunto del jefe del Servicio de Información Militar (SIM) en Madrid, Gustavo Durán. Cuando Durán fue destituido, Pedrero asumió al mando del SIM en Madrid, en 1937. Dentro del organigrama del servicio secreto republicano, llegó a ser uno de los mandos más importantes.
Al final de la contienda conspiró activamente junto al coronel Segismundo Casado para dar un golpe de Estado que depusiera al gobierno Negrín. Cuando en marzo de 1939 se produjo el llamado Golpe de Casado, las fuerzas del SIM bajo su mando tuvieron un importante papel deteniendo a mandos comunistas de entre las brigadas y divisiones del Ejército. El coronel Casado le nombró jefe del SIM en la región levantina, puesto desde el que ayudó a huir a muchos conocidos. Sin embargo, Pedrero no pudo escapar y al final de la contienda fue capturado por las fuerzas franquistas en el puerto de Alicante. Fue internado en el Campo de concentración de Albatera junto a otros agentes del SIM.
Tras ser encarcelado, fue interrogado y torturado por los franquistas. Juzgado el 20 de febrero de 1940 en consejo de guerra sumarísimo, fue condenado a muerte, por considerarle responsable de al menos quince asesinatos perpetrados por la «Brigada del Amanecer»; y tras pasar por la madrileña cárcel de Porlier, ejecutado mediante garrote vil el 4 de marzo de ese mismo año.
En la sentencia del consejo de guerra que lo condenó a muerte no sólo se justificaba el Glorioso Alzamiento Nacional sino que se consideraba que los que habían cometido el delito de rebelión militar eran quienes se habían mantenido fieles a la República:

[Es] de público conocimiento que las organizaciones del Frente Popular, durante la incubación de su asalto al poder, planearon y organizaron metódica y progresivamente la campaña de terror que había de culminar a partir del 18 de julio de 1936, y que tuvo especial desarrollo desde el fraude electoral del 16 de febrero del mismo año; se hallaban perfectamente preparadas y dispuestas para instaurar sus procedimientos de crimen y robo cuando, el 18 de julio de 1936, el ejército nacional, dirigido providencialmente por el Caudillo de España, Generalísimo Franco, inició, glorioso e invicto, su Cruzada de liberación de la España Católica e Inmortal; [...] [tras el 18 de julio de 1936, en Madrid] los partidos marxistas... de cuya capacidad criminal y espíritu de venganza no cabe la menor duda... [fueron los] organizadores de esta lucha encarnizada y espantosa que durante tres años ha cubierto de sangre de mártires el suelo de la zona roja, y así a los pocos días de iniciarse el G.A.N. [Glorioso Alzamiento Nacional], el Comité Central del Partido Socialista, instalado en la calle de Carranza, domicilio de Indalecio Prieto, llama en su axilio y a su colaboración a ese hombre frío sanguinario y depravado, delincuente común, que se llama el procesado ÁNGEL PEDRERO GARCÍA.